# Manuel Infante Quezada
Manuel Ramón Infante Quezada fue un político y abogado chileno nacido en Valparaíso, en 1820, que murió en Santiago, en 1871.
También destacó por su capacidad de orador. En el Instituto Nacional logró su título de abogado, al mismo tiempo que escribía columnas en los diarios de la época.
No siguió las ideas federalistas de su padre y se mantuvo en el Conservador, por el que fue elegido Diputado por Valdivia en 1849, siendo reelegido en 1852, 1855, 1858 y 1861. En todos estos períodos legislativos integró la Comisión permanente de Negocios Eclesiásticos y la de Hacienda e Industria.
Estuvo casado con Ana Josefa Montt Irarrázaval.